# 摩爾多瓦經濟
摩爾多瓦是東歐的前蘇聯國家，它是內陸國家，東面是烏克蘭，西面是羅馬尼亞。該國經濟得到改善，但仍然是歐洲最貧窮的國家，人均收入與大多數第三世界的發展中國家處於同一水準。

## 背景
1992年1月2日，該國引入市場經濟，開放價格，導致嚴重通貨膨脹。1993年，該國發行摩爾多瓦列伊作為國家貨幣，取代原來的蘇聯盧布。2001年，該國的經濟命運開始改變，每年穩定增長5%至10％。國外匯款佔國內生產總值的四分之一，比例是全世界最高水準之一。然而，有學者認為高水準的匯款沒有致使國家發展。

## 概觀
摩爾多瓦靠近黑海，氣候溫和、陽光明媚，肥沃的土壤可種植小麥、玉米、大麥、煙草、甜菜和大豆，農戶養殖肉牛和奶牛，養蜂遍布全國。該國最知名的產品來自集中在中部和南部地區的大片發達葡萄園，出產利口酒、氣泡酒和世界級的葡萄酒。該國以葵花籽、核桃、蘋果和其他水果聞名。該地區是農業和食品加工業的理想地點，佔國內生產總值的40％左右。
與許多其他前蘇聯加盟共和國一樣，該國經濟出現困難。該國在能源和原材料方面高度依賴於前蘇聯，蘇聯解體後貿易出現崩潰，加上乾旱和內亂，均造成嚴重影響。俄羅斯盧布在1998年貶值，對該國經濟產生負面影響，但經濟增長自2000年以來一直保持穩定。
獨立後，摩爾多瓦在經濟改革方面取得進展。政府開放大部分價格，逐步停止對大多數基本消費品的補貼。1993年3月開展一項計劃，八成住房單位和接近二千家企業被私有化。此外，在美國的援助計劃下，該國幾乎所有國有農業用地被私有化，計劃於2000年完成。股票市場在1995年6月開市。
通貨膨脹從1994年超過105％，下降至1997年的11％。儘管通脹率在1998年俄羅斯貨幣貶值後再次飆升，該國在控制方面取得重大的進步，通脹率在2000至2002年分別是6.3％、18.4％和4.4％。由於乾旱使農產品價格上漲，通脹率在2003年再次上升至15.7%，而2004年則控制在12.5％。在2003年和2004年的頭幾個月期間，當地貨幣大幅升值。到了5月，列伊升至1999年底以來的最高水準。摩爾多瓦國家銀行在外匯市場上的購買大幅增加，使列伊在2004年11至12月穩定，兌換率為每美元可兌12.00至12.50列伊。
摩爾多瓦繼續在發展有活力的自由市場經濟方面取得進展。該國在2004年錄得連續五年國內生產總值正增長，年底實際國內生產總值增長8％，這種增長令人鼓舞，尤其是考慮到2000年之前該國自獨立後只有一年錄得國內生產總值正增長。2004年的預算執行能力令人眼前一亮，實際綜合預算收入超過預測1.4％。
2004年私有化的成果並不顯著，只有幾家較小的公司和一家酒廠在2004年被私有化，但政府無限期推遲幾家較大國有企業的私有化，其中包括兩家配電公司。法律執法零落不力、不穩定的經濟和政治，加上政府的騷擾和干擾，繼續阻止外商直接投資流入。
在2004年首九個月，進口量的增長速度繼續高於出口量，貿易條件指數惡化，能源的進口量高於主要出口產品，如農產品和農產品加工。
在2002年，摩爾多瓦重新安排未償還的國際債券以避免違約的可能，涉及的金額為3,960萬美元。在2004年5月，該國把價值1.145億美元的本票給予俄羅斯天然氣工業股份公司，以換取5千萬美元的贖回價。2003年中，該國通知其雙邊債權人將不再償還其債務。2004年和2005年，當局分別預留政府預算的6％和4%左右，用以外債還本付息。國際貨幣基金組織和世界銀行在2002年7月恢復對該國提供貸款，其後於2003年7月再次暫停放貸。摩爾多瓦於2004年通過一項減貧戰略，但尚未與國際金融機構達成協議。
摩爾多瓦只生產該國耗電量的三成，其餘七成自烏克蘭進口。

## 宏觀經濟形勢
摩爾多瓦遭受連續一系列衝擊，但是整體上表現良好，包括2006年進口天然氣漲價一倍、俄羅斯禁止進口該國葡萄酒、2007年大旱。2007年估計增長5％，2008年預計將增長到7％。該國投資回升，開始取代匯款成為增長的主要來源，顯示早期由消費驅動的增長模式正在發生變化。
該國經歷其他轉型經濟體面臨的挑戰。經濟增長前景改善，外匯流入，貨幣面對較強的升值壓力，貿易逆差擴大。外商直接投資回升，預計在2007年達國內生產總值的12％，高於2006年的7％。
宏觀經濟的主要關注點是通貨膨脹，13％在該地區屬於很高的水準。
進口強勁增長，抵消淨收入和轉移的增加，商品貿易餘額轉差，經常收支赤字稍微減少至國內生產總值的12％。銷往俄羅斯的葡萄酒出口量在10月回升，但銷量有待慢慢恢復。
當局實施緊縮財政政策直至2007年，赤字佔國內生產總值的0.3％，屬於溫和水準。收入表現強勁，主要是由於進口增值稅得益強勁，而支出與預算相符。然而，2008年的減稅措施可能會損害良好的財政狀況。
2007年的貨幣緊縮政策，加上外匯強勁流入，摩爾多瓦國家銀行把存款準備金比率從10％提高到15％，並把政策利率增加2.5個百分點。然而，乾旱、匯款和外商直接投資增長對流動性造成的壓力、信貸和廣義貨幣供應量持續強勁增長，均可能帶來第二輪效應，通脹率上升的風險尚未完全控制。
雖然存在有利因素，但摩爾多瓦仍然是歐洲最貧窮的國家，該國抵制追求類似東歐鄰國大幅改善經濟的改革。摩爾多瓦共和國共產黨人黨在贏得2005年3月議會選舉後保留政治控制權，其領袖弗拉迪米爾·沃羅寧再次當選總統，與反對派合作。政府維持親西方立場，但在實行結構改革遇到麻煩，且在國際貨幣基金組織吸引外部金融資源的計劃中取得的進展不大。2004年12月，議會批准政府的經濟增長戰略文件，但在政府開始解決財政調整、克制工資和支付拖欠債務前，國際金融機構和西方投資者都不會滿意。儘管私有化和工業產值的步伐放緩，但國內生產總值在2004年增長7.3％，消費繼續增長，貨幣繼續升值。親俄羅斯的德涅斯特河沿岸摩爾達維亞共和國受腐敗、走私武器和違禁品所困擾，國際社會嘗試調解，但僵局仍然持續。

## 營商
根據全球競爭力報告，在摩爾多瓦營商最棘手的問題分別是融資、腐敗和官僚主義。

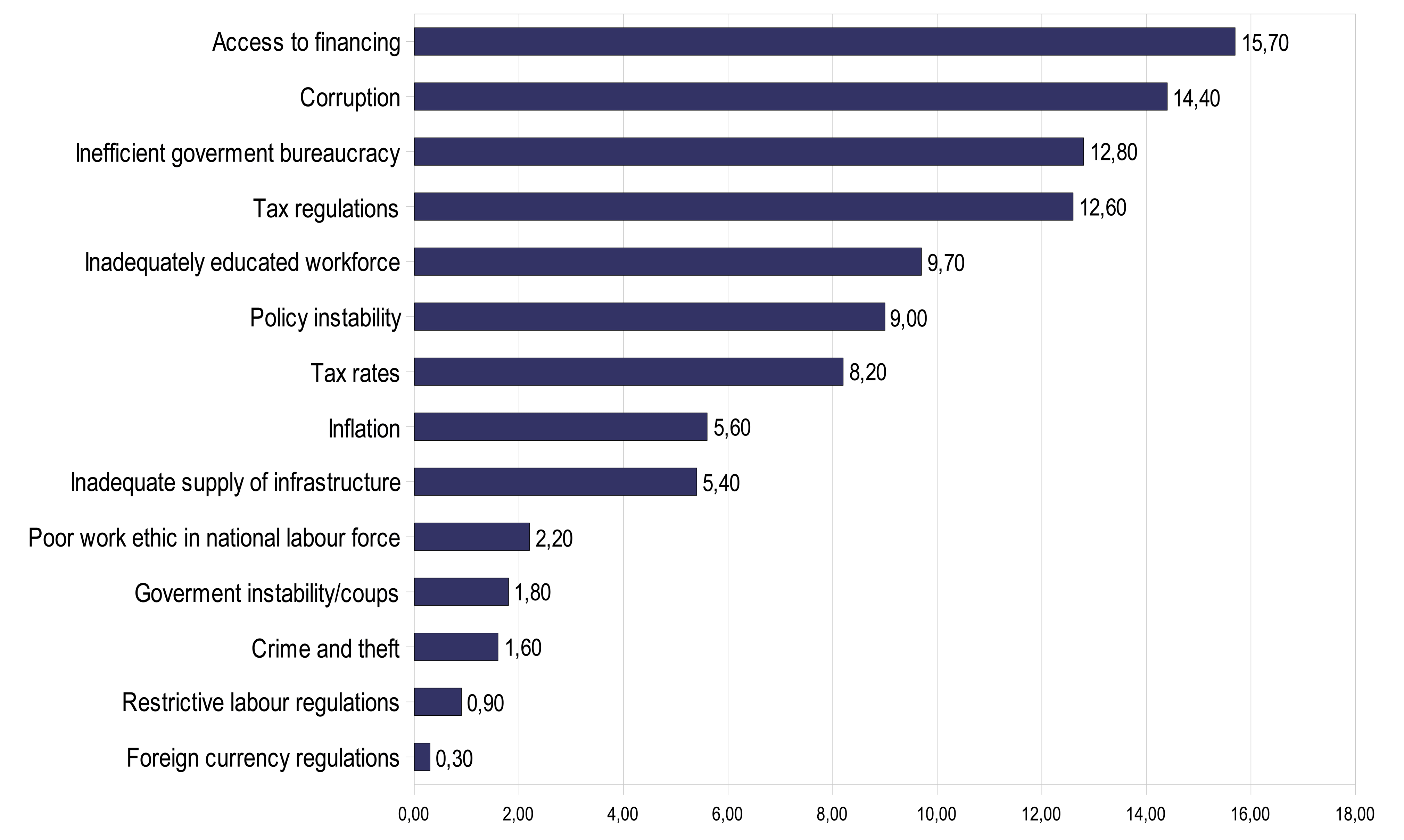
受訪者從14項因素中，選出5個在開展業務面對的問題，最大問題排名第1，上圖以排名權重來計算。

## 貿易政策
根據世界銀行，該國2001年加權平均關稅稅率為2.8％，其後在2005年指數中把2001年數字往下修訂為3.9％。世界銀行2004年的報告指出，該國的進出口有多種非正式障礙，包括煩瑣且限制性的貿易程序、腐敗、繁重不當的條例和運輸成本高昂。根據修訂後的貿易系數方法，該國的貿易政策得分不變。

## 財政負擔
摩爾多瓦入息稅的最高稅率為22％。自2005年1月起，企業所得稅的最高稅率從20％減至18％。2003年，政府支出佔國內生產總值的比例增加1.2個百分點至33.6％，而2002年增加3個百分點。

## 政府干預
根據世界銀行的報告，2003年政府消費佔國內生產總值的17.7％。同年，根據國際貨幣基金組織的數據，該國4.93％的收入來自國有企業和政府財產所有權。

## 貨幣政策

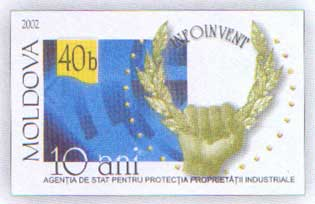

摩爾多瓦在1995年至2004年之間的年均通脹率為11.99％。

## 外商投資

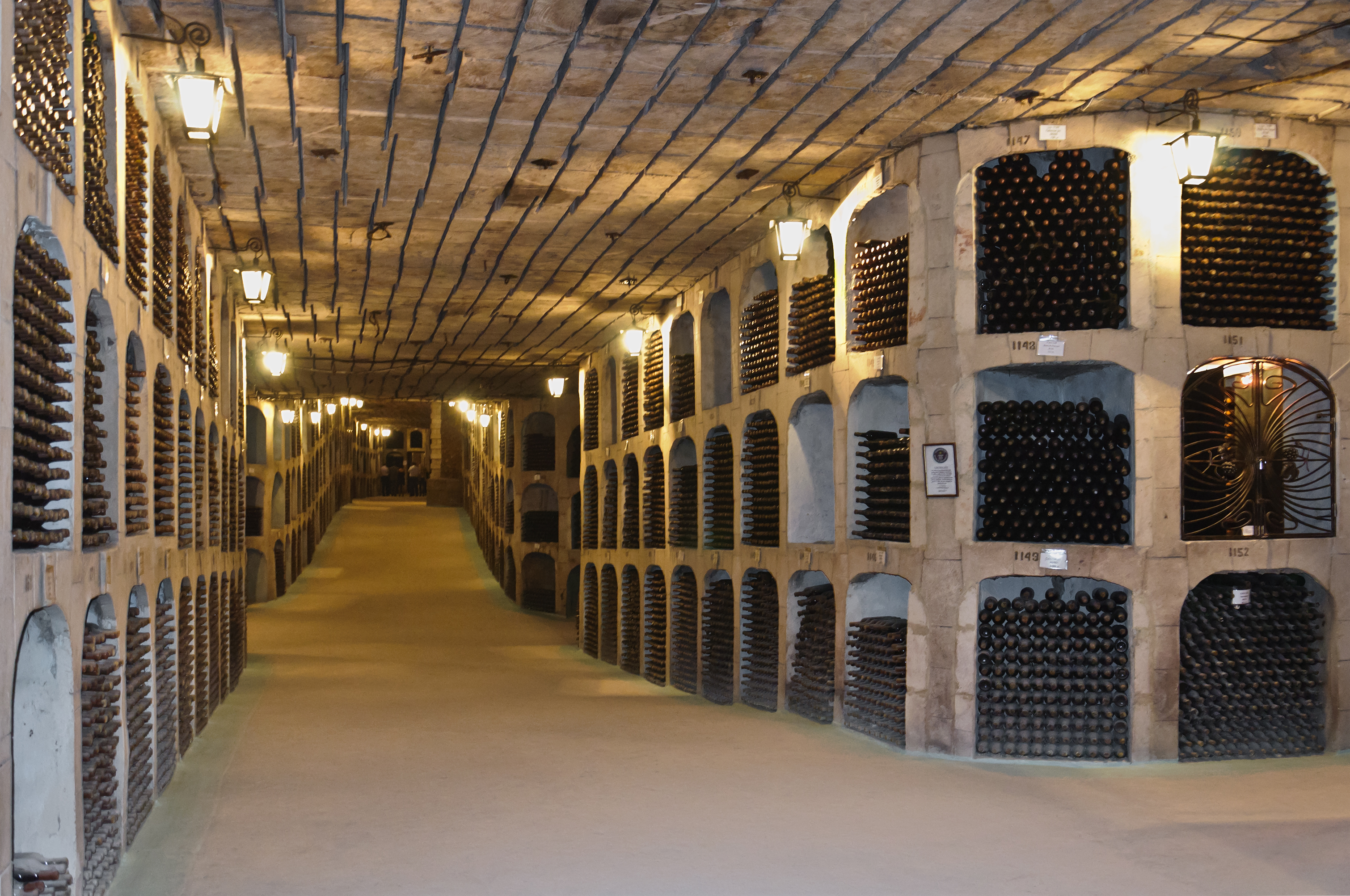
摩爾多瓦釀酒業

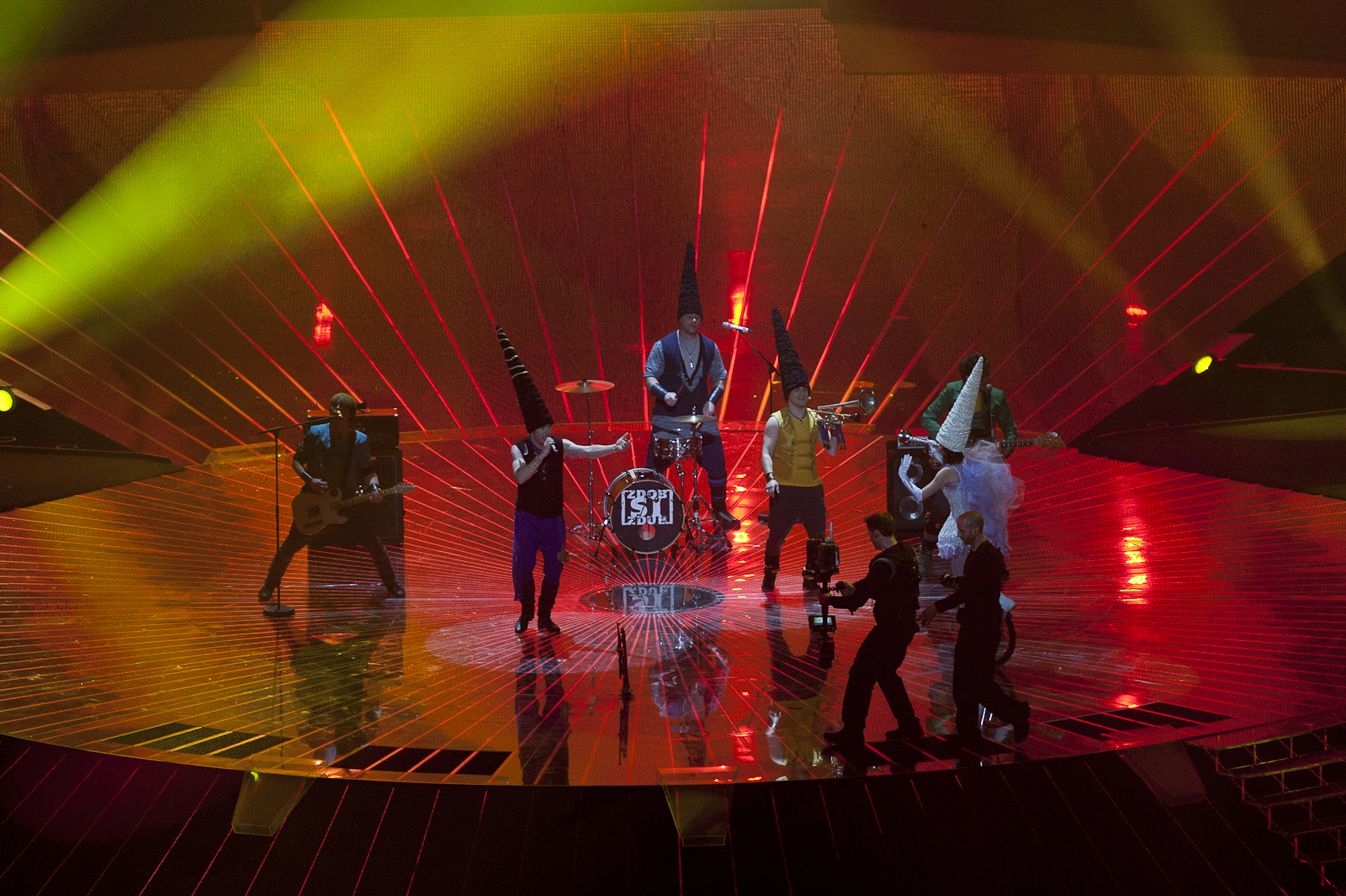
當地演藝服務業

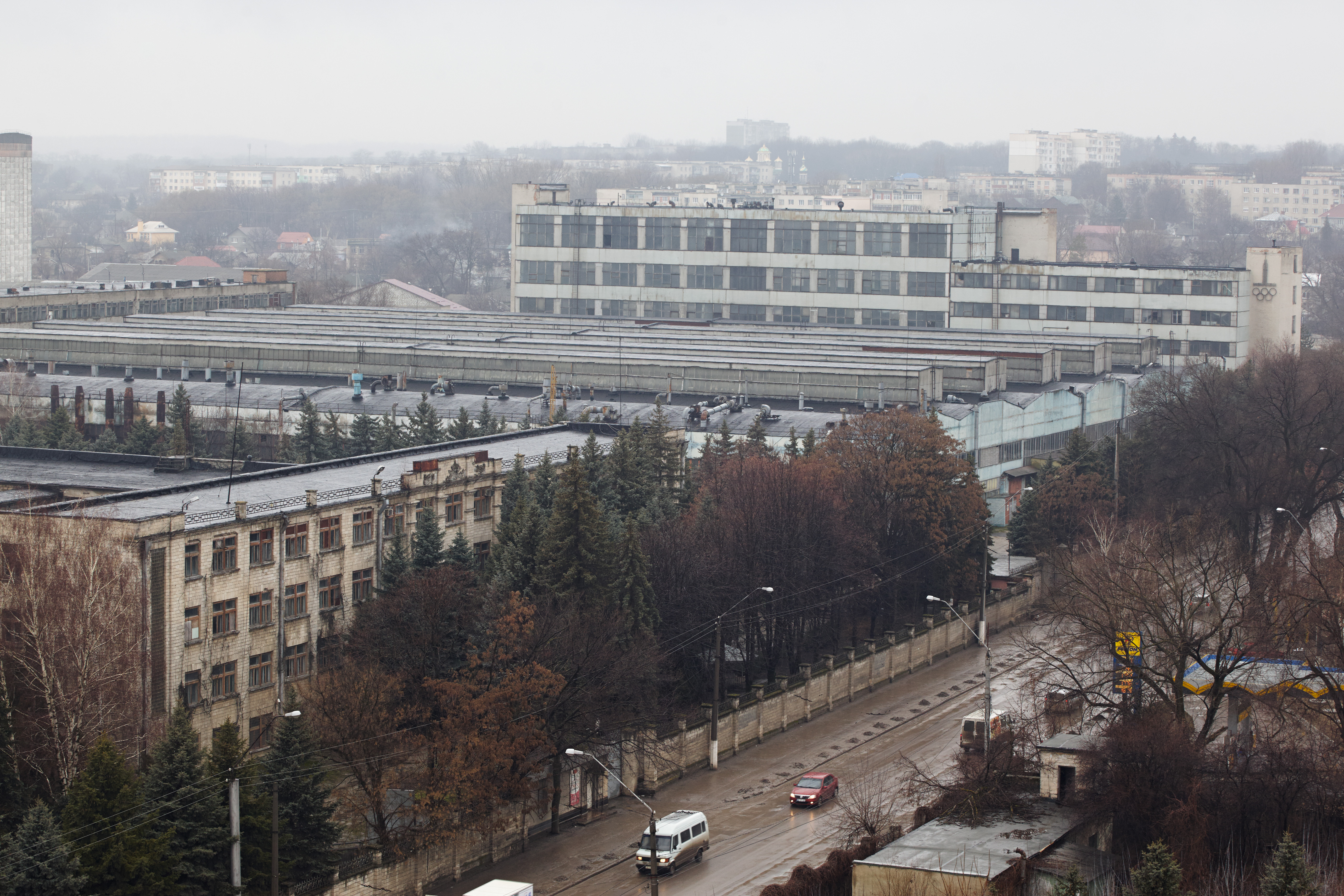
Raut工業園

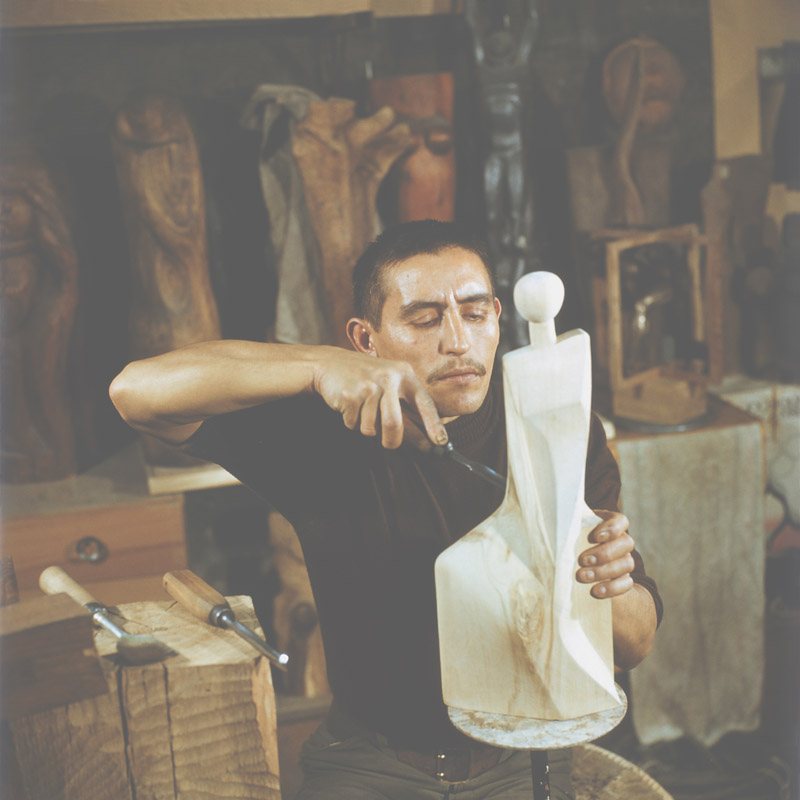
民俗藝術品製造業

該國政府只維持少許正式外國投資壁壘，大使館的報告指出外國投資者在不傷害國家安全、反壟斷法、環保規範、公共衛生和公共秩序的前提下可自由投資在整個國家的任何業務活動。不過有多種非正式障礙存在，同時跡象顯示當局寬鬆執行阻止投資的正式理由。根據國際貨幣基金組織，雖然當局簡化申領牌照和工商登記的程序，但營商環境一直沒有顯著改善。此外，私有化計劃已經停頓，腐敗非常普遍，治理仍然薄弱。政府干預私人機構，令人懷疑當局對市場主導改革的承諾。經濟學人信息社的報告指出，投資環境不佳繼續令許多西方投資者卻步。2001年至2004年之間，在480多家計劃出售的企業中只有少於60家被私有化。外國投資者不得購買農地或林地。國際貨幣基金組織的報告指出，居民和非居民均可持有外匯帳戶，但在某些情況下需要當局批准。如果支付和轉移超過指定金額，則需要相關證明文件和摩爾多瓦國家銀行的批准。所有資本交易幾乎都需要摩爾多瓦國家銀行批准或向其登記。

## 銀行及金融
摩爾多瓦沒有就設立外資銀行或分行訂立正式的障礙。中央銀行增加最低資本要求，預計有助銀行業整合。金融部門改革和加強計劃（FIRST Initiative）的報告指出，2003年該國銀行業有16家商業銀行，其中14家為本地銀行，其餘兩家分別來自俄羅斯和羅馬尼亞。銀行業高度集中，2002年五大銀行佔貸款的比例超過70％。與銀行業不同，外資參與度在保險業屬於高水準，最大保險公司的前身是國有企業，現時由澳大利亞公司擁有。該國證券交易所的規模非常小，2002年上市的公司不到25家。該國大使館報告指出，政府持有兩家銀行的股份，其中一家持有控股權。經濟學人信息社報告指出，外國投資佔銀行業總股本的一半左右。

## 工資及價格
政府通過大型國有機構影響價格。根據經濟部，該國對壟斷事業提供的商品和服務進行價格監管，也包括電能、熱能、土地、醫療服務和當地稅務地區提供服務的價格。該國的法定每月最低工資分為兩種，一種工資適用於公務員，另一種較高的工資適用於私人機構。
2010年，私人機構平均月薪為3,211列伊（折合272.11美元），較2009年增長8.4％。

## 產權
美國商務部報告指出，摩爾多瓦的法律制度近年來有所改善，商業法被記錄和貫徹應用，但仍有地方改善。根據美國國務院，該國憲法賦予獨立的司法機構，但行政機關對司法部門施加不恰當的影響。許多觀察員認為，拖欠工資使法官難以不受外界因素和腐敗影響而保持獨立。

## 條例
美國商務部報告指出，該國的官僚程序不是經常保持透明，繁文縟節往往使處理時間過長。商業法由狹隘的法規和過時的民事法組成，錯落的系統令人困惑。美國國際開發署專家協助制定民事法草案，遵循當前歐洲納入商業法律規定的做法。同一消息來源指出，當局執行反腐敗法不甚有效，腐敗仍處於高水準。世界銀行的一份報告指出，該國的勞動法有點刻板。

## 非正規市場
2004年，透明國際給予摩爾多瓦的得分為2.3。此後，2005年該國非正規市場的得分是4。2011年該國的腐敗分數是2.9，情況較2004年改善。

## 旅遊業
2011年該國遊客為184,647人次，較2010年增加14.2％︰本地遊客為37,764人次，同比增長6.1％；外國遊客為10,788人次，同比增加20.5％。大多數外國遊客分別來自羅馬尼亞（14.8%）、俄羅斯（13.0%）、烏克蘭（11.0%）、德國（9.3%）、美國（5.2%）、土耳其（4.4%）、意大利（4.1%）、波蘭（3.4%）、英國（3.3%）、瑞典（3.1%）、保加利亞（2.7%）、日本（2.4%）、法國（2.3%）和荷蘭（2.0%）。
該國有15,000處景點和300個自然區域，擁有龐大潛力吸引本地和外國遊客。

## 統計
名義國內生產總值（以美元當年價格計算）
| 年               | 2003    | 2004    | 2005    | 2006    | 2007    | 2008    | 2009    | 2010    | 2011    | 2012    | 2013    |
| 名義國內生產總值 | 19.81億 | 25.98億 | 29.88億 | 34.08億 | 44.01億 | 60.55億 | 54.38億 | 58.13億 | 70.18億 | 72.52億 | 79.35億 |
| 人均國內生產總值 | 550.0   | 723.6   | 834.4   | 954.0   | 1,233.6 | 1,699.0 | 1,527.2 | 1,634.5 | 1,971.0 | 2,037.3 | 2,229.1 |

購買力平價國內生產總值（以美元當年價格計算）
| 年                         | 2003    | 2004    | 2005    | 2006    | 2007    | 2008     | 2009     | 2010     | 2011     | 2012     | 2013     |
| 購買力平價國內生產總值     | 69.60億 | 76.68億 | 84.92億 | 91.85億 | 97.35億 | 107.28億 | 101.90億 | 109.42億 | 119.16億 | 120.35億 | 132.99億 |
| 人均購買力平價國內生產總值 | 1,933.0 | 2,136.0 | 2,371.2 | 2,571.0 | 2,728.9 | 3,010.2  | 2,862.0  | 3,070.5  | 3,346.8  | 3,381.1  | 3,736.1  |

國內生產總值增長率（固定價格）
| 年                   | 2003 | 2004 | 2005 | 2006 | 2007 | 2008 | 2009  | 2010 | 2011 | 2012   | 2013  |
| 實際國內生產總值增長 | 6.6% | 7.4% | 7.5% | 4.8% | 3.0% | 7.8% | -6.0% | 7.1% | 6.8% | -0.73% | 8.85% |

通脹率（平均居民消費價格）
| 年     | 2003  | 2004  | 2005  | 2006  | 2007  | 2008  | 2009   | 2010  | 2011  | 2012  | 2013  |
| 通脹率 | 11.6% | 12.4% | 11.8% | 12.7% | 12.3% | 12.7% | 0.006% | 7.35% | 7.65% | 4.55% | 4.57% |

公共債務（佔國內生產總值的百分比）
| 年           | 2003  | 2004  | 2005  | 2006   | 2007   | 2008   | 2009  | 2010  | 2011   | 2012   | 2013  |
| 政府總債務   | 54.5% | 42.8% | 34.8% | 31.0%  | 24.6%  | 19.2%  | 29.1% | 26.8% | 24.1%  | 24.5%  | 24.4% |
| 經常賬戶餘額 | 6.5%  | -1.7% | -7.5% | -11.3% | -15.2% | -16.1% | -8.5% | -6.9% | -11.2% | -6.04% | -4.8% |

外債（美元）
| 年       | 2003    | 2004    | 2005    | 2006    | 2007    | 2008    | 2009    | 2010    | 2011    | 2012    | 2013    |
| 政府機構 | 8.08億  | 6.99億  | 6.57億  | 7.18億  | 7.65億  | 7.78億  | 9.57億  | 11.16億 | 11.57億 | 12.65億 | 13.05億 |
| 外債總額 | 19.28億 | 18.81億 | 20.78億 | 24.88億 | 33.17億 | 40.79億 | 43.58億 | 47.11億 | 53.58億 | 59.83億 | 66.12億 |

- 人均國內生產總值（2011年估計）︰2,022美元（2004年760美元，2003年540美元，2002年448美元，2001年422美元）
- 自然資源︰褐煤、磷酸鹽、石膏、耕地和石灰岩。
- 農業︰產品 - 蔬菜、水果、葡萄酒和烈性酒、穀物、甜菜、向日葵種子、肉類、牛奶、雞蛋、煙草、核桃
- 工業︰類型 - 加工食品和飲料，包括葡萄酒和精製糖；加工水果和蔬菜產品，包括植物油；奶製品和肉製品；煙草產品；金屬加工和機械生產；紡織品和服裝鞋具；家具
- 貿易 （2011年）：出口 - 22.21億美元（其中49％進入歐盟成員國）：食品、釀酒、紡織、服裝、鞋類和機械。主要市場 - 俄羅斯、羅馬尼亞、烏克蘭、德國、意大利。進口 - 51.91億美元（其中58％來自前蘇聯以外國家）：天然氣、石油、煤炭、鋼鐵、機械設備、化工產品、紡織品、食品、汽車和其他耐用消費品。主要供應國 - 烏克蘭、俄羅斯、德國、意大利、羅馬尼亞
- 貨幣: 摩爾多瓦列伊
- 匯率: 每1美元可兌列伊金額（2011年）: 11.80;（2003年平均13.94）;（2002年平均13.57）;（2004年平均12.40）

投資（總固定）：
國內生產總值的17.1％（2004年估計）
家庭收入或消費的份額︰
最低的10%︰2.2%
最高的10%︰30.7% （1997年）
家庭收入分布 - 基尼指數︰
33.1 （2003年）
農業 - 產品:
蔬菜、水果、酒、穀物、甜菜、向日葵種子、煙草、牛肉、牛奶
工業生產增長率：
17% （2003年估計）
電力：
- 生產： 106.4萬千瓦時（2010年）
- 消耗： 410.2萬千瓦時（2010年）
- 出口： 0千瓦時（2010年）
- 進口： 303.8萬千瓦時（2010年）

電力 - 按生產源：
- 化石燃料： 90.6%
- 水電： 9.4%
- 其他： 0% （2001年）
- 核能: 0%

石油：
- 生產： 0桶每日（0立方每日） （2001年估計）
- 消耗： 24,000桶每日（3,800立方每日） （2001年估計）
- 出口： 無
- 進口： 無

天然氣：
- 生產： 0 立方米 （2001年估計）
- 消耗： 20.5億立方米 （2001年估計）
- 出口： 0 立方米 （2001年估計）
- 進口： 20.5億立方米 （2001年估計）

經常賬戶餘額：
負1.484億美元（2004年估計）
出口 - 商品：
食品、紡織、機械、醫療（2011年）
進口 - 商品：
礦產品和燃料、機械設備、化工、紡織（2010年）
外匯與黃金儲備：
20億美元（2011年估計）（2004年3.9億美元）

## 外部連結
- National Bureau of Statistics of Moldova （页面存档备份，存于）
- National Bank of Moldova
- International Monetary Fund: Republic of Moldova: Statistical Appendix （页面存档备份，存于）